# Cioccolata a colazione
Cioccolata a colazione  (Chocolates for Breakfast, letteralmente Cioccolatini per colazione) è un romanzo scritto nel 1956 dalla scrittrice americana Pamela Moore, centrato sui problemi adolescenziali di ragazzi con una problematica vita familiare.

## Storia editoriale
Scritto all'età di 18 anni, quando l'autrice era ancora studentessa, il romanzo ebbe un clamoroso successo di pubblico e critica per la sua spregiudicata descrizione della disinvolta vita sessuale dei teenager americani degli anni '50, affrontando esplicitamente temi considerati allora scabrosi, come precocità e promiscuità sessuale, bi e omosessualità, smodato uso di alcol, suicidio giovanile. Le vicende sono considerate di ispirazione autobiografica, parzialmente basate sulla vita della stessa Moore fra i 15 e 16 anni, che aveva vissuto un'adolescenza allo sbando in seguito al divorzio dei suoi genitori.
Dopo la sua pubblicazione negli Stati Uniti nel 1956, il libro divenne un caso letterario internazionale e fu pubblicato in molti paesi, venendo considerato la risposta americana a Bonjour Tristesse di Françoise Sagan, che aveva suscitato analogo clamore; fu accostato anche a Lolita di Vladimir Nabokov, uscito l'anno prima.
L'Italia e la Francia furono i paesi in cui il libro ebbe più successo; Elio Vittorini, consulente editoriale per Mondadori, giudicò modesta la qualità letteraria del libro, ma la casa editrice decise di pubblicarlo ugualmente, visto il clamoroso successo internazionale. La traduzione, affidata a Tommaso Giglio, non si basava sull'originale inglese, ma sull'edizione francese del libro, che aveva subito parecchi rimaneggiamenti.
Il romanzo uscì in Italia in prima edizione nel 1957, nella collana Il Girasole, lanciato con la celebre frase «il libro di una ragazza, ma non per le ragazze», e mostrava in copertina una bottiglia semivuota di whisky. Fu un immediato successo editoriale e divenne il "libro proibito" del momento, soprattutto fra i giovani; nel 1960 fu quindi sequestrato per oscenità, e l'editore Alberto Mondadori dovette affrontare un processo in cui testimoniarono a favore del valore artistico del libro intellettuali come Anna Banti, Riccardo Bacchelli e Giacomo Debenedetti. Il processo si concluse con l'assoluzione solo il 26 ottobre 1964, quattro mesi dopo il suicidio dell'autrice, e portò molta pubblicità al libro, che arrivò a vendere in Italia 400 000 copie e fu più volte ristampato.
Il libro è stato recentemente riedito in Italia nella collana I Meridiani di Mondadori, con una nuova traduzione più fedele, basata sull'originale versione americana.

## Trama
Courtney Farrel è una ragazza di 16 anni che vive nel collegio femminile Scaisbrooke Hall. Sua madre Sondra Farrel è un'attrice che da pochi anni vive ad Hollywood, nella speranza di trovare nuovamente lavoro per il cinema o per la televisione. Madre e figlia non hanno un buon rapporto soprattutto a causa del divorzio ma anche per l'età difficile della ragazza e per la ricerca del lavoro, che impegna costantemente la madre.
Courtney è una ragazza chiusa che sembra aver definitivamente perso il sorriso, costantemente attirata da situazioni che risultano torbide. L'intero libro consiste nella continua ricerca di Courtney di una via da percorrere, un tracciato da seguire per non sprecare la sua vita. La sua ricerca sarà resa ardua da numerosi imprevisti che aumenteranno in lei paure e insicurezze. Tra questi, il tragico suicidio della sua amica Janet. Ma il destino di Courtney sarà differente.

## Courtney
Al romanzo viene attribuita la diffusione di Courtney come nome proprio femminile negli Stati Uniti d'America.
Fino agli anni 1950 Courtney era considerato un nome tradizionalmente maschile, ma dopo la pubblicazione in paperback nel 1958 il nome divenne popolare per le bambine.  Nei decenni successivi ebbe crescente diffusione, fino a raggiungere il picco nella prima metà degli anni 1990, quando per alcuni anni fu uno dei primi venti nomi dati alle neonate negli Stati Uniti d'America.

## Edizioni
- Pamela Moore, Cioccolata a colazione, traduzione di Tommaso Giglio, collana Oscar piccola biblioteca, Arnoldo Mondadori Editore, 1995,  p. 224, ISBN 88-04-40798-0.
- Pamela Moore, Cioccolata a colazione, traduzione di Francesca Mastruzzo, collana I Meridiani. Paperback, Arnoldo Mondadori Editore, 2014,  p. 265, ISBN 978-88-04-64122-3.